# Wildenau (Schwarzenberg)
Wildenau bildet mit der Siedlung am Brückenberg einen Ortsteil der Stadt Schwarzenberg im sächsischen Erzgebirge.

## Geographie

### Geographische Lage und Verkehr
Wildenau befindet sich im Osten von Schwarzenberg am Unterlauf der Großen Mittweida kurz vor ihrer Mündung in das Schwarzwasser. In Wildenau mündet der Oswaldbach in die Große Mittweida. Durch den Ort führt die Bundesstraße 101 und die Bahnstrecke Annaberg-Buchholz–Schwarzenberg.

## Geschichte

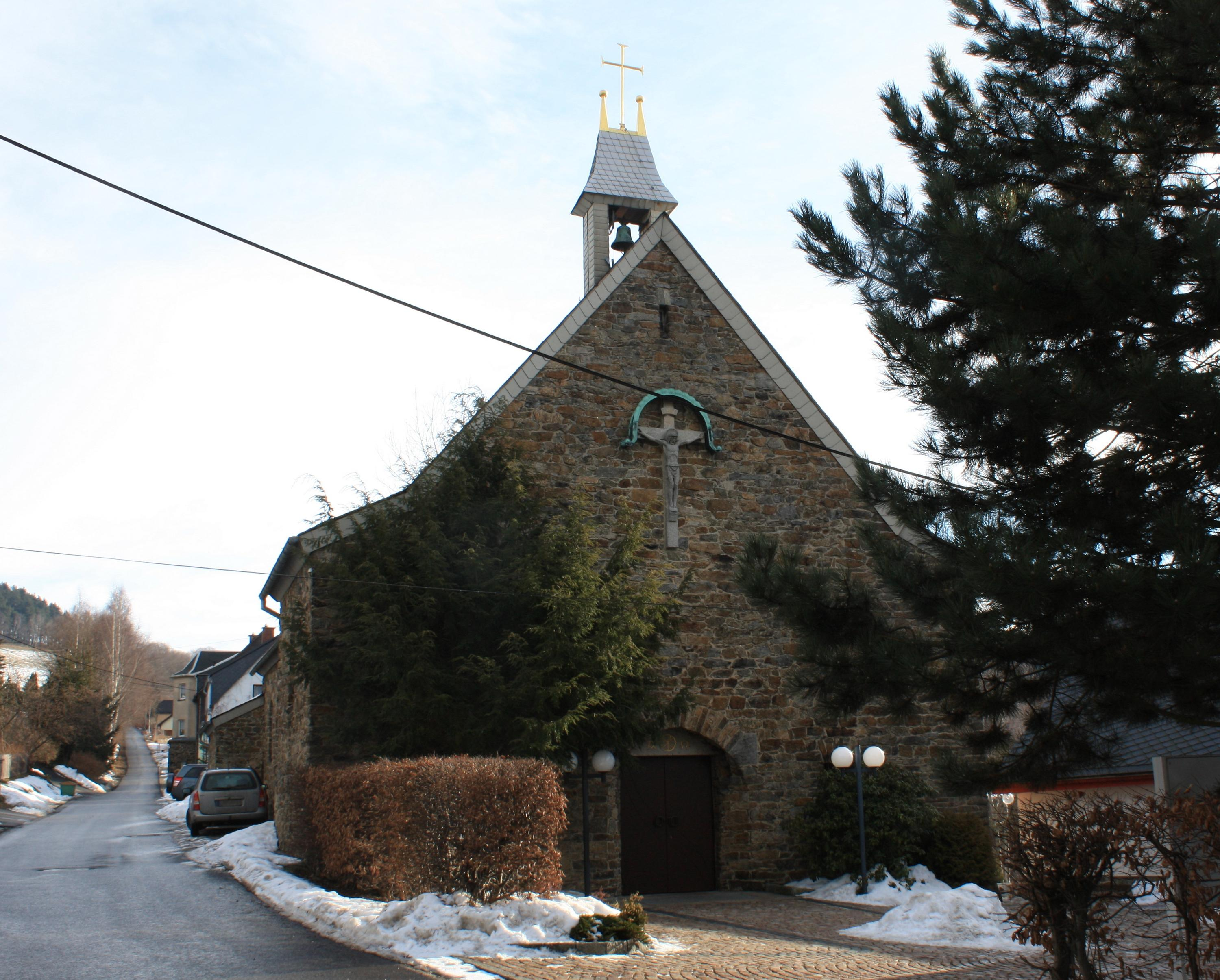
Katholische Pfarrei Schwarzenberg in Wildenau

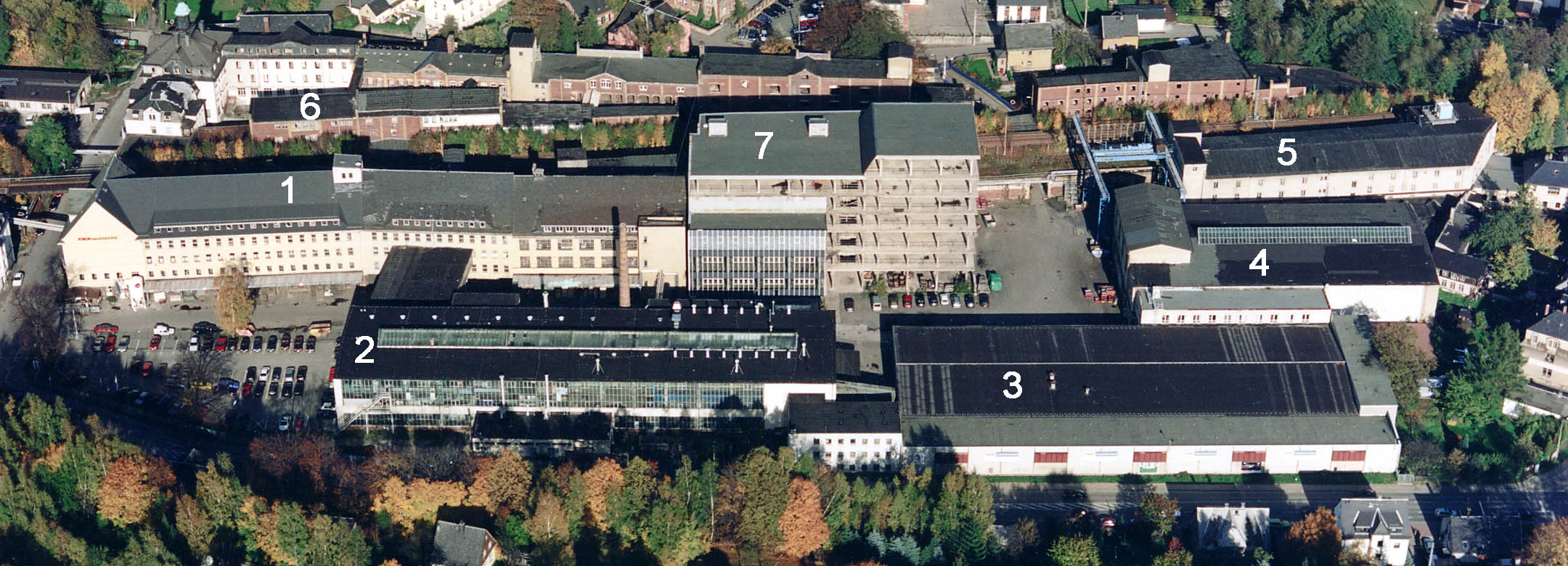
Ehemaliger VEB Waschgerätewerk Schwarzenberg, Werk 1 in Wildenau

Im Jahr 1240 wurde Wildenaw erstmals urkundlich erwähnt, als es mit neun umliegenden Dörfern an das damalige Kloster Grünhain ging. Um 1200 war es als einseitiges Waldhufendorf angelegt worden. Mitte des 16. Jahrhunderts waren in Wildenau acht Gutsbesitzer, neun Häusler und elf Inwohner ansässig. Auch 200 Jahre später war die Einwohnerzahl kaum größer als 150. Bis 1910 wuchs sie auf 638 an. Am 1. Januar 1920 wurde Wildenau nach Schwarzenberg eingemeindet, mit dessen Bebauung es vollständig verwachsen ist. Heute bildet Wildenau einen gemeinsamen Ortsteil mit der Brückenbergsiedlung, deren Bau 1911 begonnen wurde. Sie liegt zum Teil auf der ehemaligen Gutsblockflur des Freitagsgutes, eines ehemaligen Vorwerks der Burg Schwarzenberg.

## Entwicklung der Einwohnerzahl
| Jahr    | Einwohnerzahl                                         |
| ------- | ----------------------------------------------------- |
| 1548/51 | 8 besessene Mann, 7 Häusler, 11 Inwohner, 7 1⁄4 Hufen |
| 1764    | 10 besessene Mann, 9 Häusler, 7 1⁄4 Hufen             |
| 1834    | 271                                                   |

| Jahr | Einwohnerzahl |
| ---- | ------------- |
| 1871 | 339           |
| 1890 | 434           |
| 1910 | 638           |

## Kirche
Wildenau besaß lange kein eigenes Kirchhaus. So ging man zum Gottesdienst nach Beierfeld. 1891 wurde Wildenau kirchlich Schwarzenberg zugeordnet und gehört noch heute zur dortigen St.-Georgen-Kirchgemeinde. In den 1930er Jahren wurde Wildenaus erste katholische Kirche Am Graulsteig errichtet.